# Storm Cat
Storm Cat (1983-2013) est un cheval de course pur-sang anglais né aux États-Unis de Storm Bird et d'une fille de Secretariat, il fut réputé pour ses talents de reproducteur, étant l'étalon dont la saillie est la plus chère du monde.

## Carrière de courses
Ce poulain aux origines prestigieuses, né à Derry Meeting Farm en Pennsylvanie, devait passer aux ventes de yearling de Keeneland en 1984 mais, testé positif à l'artérite virale équine, une maladie infectieuse, il fut retiré du catalogue. Il s'avéra pourtant qu'il ne sera jamais malade, et quand William Young, son éleveur, se vit proposer de repasser à nouveau sur le ring, il déclina et préféra conserver le poulain et le faire courir sous ses couleurs. Bien lui en prit, car il tenait l'un des meilleurs 2 ans de sa génération.
Poulain imposant (163 cm au garrot) et musclé, pourvu de hanches solides mais d'une légère malformation du canon (caractéristique qu'il transmettra souvent à sa descendance), Storm Cat débuta par une deuxième place à Saratoga puis, après deux victoires et une deuxième place dans une course principal, il se présente au départ des Young America Stakes (groupe 1), qu'il remporte, se positionnant ainsi en haut de la hiérarchie de sa génération. Cela lui vaut le statut de favori dans la Breeders' Cup Juvenile, où il est toutefois battu d'extrême justesse (un nez) par Tasso, qui lui ravit également le titre de meilleur 2 ans de l'année. La suite de sa carrière fut nettement moins brillante. Opéré durant l'hiver, puis blessé au tendon, absent des pistes durant onze moi, il ne court que deux fois à 3 ans, pour une seule victoire, puis resta à l'entraînement à 4 ans sans jamais retrouver la forme suffisante pour retrouver la piste. Il se retire au haras, à Overbrook Farm, à Lexington (Kentucky) pour devenir étalon.

### Résumé de carrière
| Date         | Hippodrome  | Pays        | Course                 | Statut      | Distance    | Jockey      | Place       | Écart       | Vainqueur ou deuxième |
| 1985, 2 ans  | 1985, 2 ans | 1985, 2 ans | 1985, 2 ans            | 1985, 2 ans | 1985, 2 ans | 1985, 2 ans | 1985, 2 ans | 1985, 2 ans | 1985, 2 ans           |
| ------------ | ----------- | ----------- | ---------------------- | ----------- | ----------- | ----------- | ----------- | ----------- | --------------------- |
| 11 août      | Saratoga    | États-Unis  | Maiden                 |             | 1 200 m     | J. Cruguet  | 2e / 12     | tête        | Mustin Lake           |
| 21 août      | Saratoga    | États-Unis  | Maiden                 |             | 1 200 m     | J. Cruguet  | 1er / 12    | enc.        | Damscus Steel         |
| 9 septembre  | Meadowlands | États-Unis  | Allowance              |             | 1 200 m     | J. Cruguet  | 1er / 7     | 2           | Bold N'Princely       |
| 28 septembre | Meadowlands | États-Unis  | World Appeal Stakes    |             | 1 600 m     | J. Cruguet  | 2e / 5      |             | Danzig Connection     |
| 10 octobre   | Meadowlands | États-Unis  | Young American Stakes  | Gr. 1       | 1 700 m     | C. McCarron | 1er / 12    | nez         | Danzig Connection     |
| 2 novembre   | Aqueduct    | États-Unis  | Breeders' Cup Juvenile | Gr. 1       | 1 600 m     | C. McCarron | 2e / 13     | nez         | Tasso                 |
| 1986, 3 ans  |             |             |                        |             |             |             |             |             |                       |
| 31 octobre   | Meadowlands | États-Unis  | Allowance              |             | 1 700 m     | R. Migliore | 1er / 7     | 3 ½         | Red Eye Baby          |
| 22 novembre  | Laurel      | États-Unis  | Annapolis Stakes       |             | 1 600 m     | H. McCawley | 4e / 7      | 6 ½         | Midnight Call         |

## Au haras
L'énorme succès de Storm Cat au haras n'était pas vraiment anticipé, malgré un prix de saillie assez important, 25 000 $, d'ailleurs revu à la baisse en 1991 (20 000 $). William Young soutient activement son étalon, proposant aux éleveurs des accords de « foal sharing » (saillie gratuite contre 50 % de la propriété du poulain à naître) et donnant même des saillies gratuites pour attirer des poulinières de valeur. Il est vrai que la première génération de 2 ans de Storm Cat en piste ne s'est pas fait remarquer en 1991. Mais tout change dès l'année suivante, qui assoit la réputation de Storm Cat comme père de poulains précoces et rapides. Il devient en 1992 tête de liste des pères de 2 ans, et le sera encore à six reprises par la suite, un record. Aussitôt, son prix de saillie s'envole : il passe à 100 000 $ en 1995, puis 300 000 $ en 1999, 400 000 $ en 2000, et grimpe à 500 000 $ dans les années 2000, ce qui fait de lui l'étalon le plus cher du monde avant de repasser à 300 000 $ en 2008. Dans son haras d'Overbrook Farm, le cheval était gardé 24h/24 par des hommes armés, et ses sorties au paddock se faisaient sous la surveillance de deux snipers juchés sur des miradors.
Tête de liste des étalons américains en 1999 et 2000, il a donné plus de 180 stakes winners, parmi lesquels 35 lauréats de Groupe 1. Ses produits ont gagné plus de 128 millions de dollars en courses,. Ses fils prennent son relais au haras, puisque seize d'entre eux ont déjà engendré au moins un vainqueur de groupe 1.
Parmi les meilleurs produits de Storm Cat, citons : 
- Giant's Causeway - Prix de la Salamandre, St. James's Palace Stakes, Eclipse Stakes, Sussex Stakes, International Stakes, Irish Champion Stakes. Cheval de l'année en Europe. Trois fois tête de liste des étalons américains.
- Tabasco Cat - Preakness Stakes, Belmont Stakes
- Black Minnaloushe - Irish 2000 Guineas, St. James's Palace Stakes
- Cat Thief - Breeders' Cup Classic
- Aljabr - Prix de la Salamandre, Sussex Stakes, Lockinge Stakes. 2 ans européen de l'année en Europe.
- Storm Flag Flying - Breeders' Cup Juvenile Fillies, Matron Stakes, Frizette Stakes, Personal Ensign Handicap. Pouliche de 2 ans de l'année aux États-Unis.
- Sweet Catomine - Breeders' Cup Juvenile Fillies, Santa Anita Oaks. Pouliche de 2 ans de l'année aux États-Unis.
- Bluegrass Cat : Haskell Invitational Stakes. 2e Kentucky Derby, Belmont Stakes, Travers Stakes.
- Life is Sweet - Santa Margarita Handicap, Breeders' Cup Ladies Classic
- Hold That Tiger - Grand Critérium. 2 ans européen de l'année.
- One Cool Cat - National Stakes. 2 ans européen de l'année.

Storm Cat est également un formidable père de mères, comme en témoignent ses trois titres de tête de liste des père de mères en Amérique du Nord et sa présence ininterrompue dans le top 10 depuis 2005. Il est ainsi le père de : 
- You'resothrilling - Cherry Hinton Stakes (Gr.2), 2e Albany Stakes (Gr.3), Exceptionnelle poulinière, mère de :
  - Marvellous (Galileo) - 1000 Guinées Irlandaises.
  - Gleneagles (Galileo) - National Stakes, 2000 Guinées, 2000 Guinées Irlandaises, St. James's Palace Stakes, 3e Prix Jean-Luc Lagardère.
  - Coolmore (Galileo) - C.L. Weld Park Stakes (Gr.3), 3e Belmont Oaks Invitational Stakes (Gr.1).
  - Happily (Galileo) - Moyglare Stud Stakes, Prix Jean-Luc Lagardère, Silver Flash Stakes (Gr.3). 2e Debutante Stakes (Gr.3). 3e 1000 Guinées. Meilleure 2 ans en Europe (2017).
  - Taj Mahal (Galileo) - Sandown Classic (Gr.2), 2e Secretariat Stakes (Gr.1), 3e Killavullan Stakes (Gr.3)
  - Joan of Arc (Galileo) - Prix de Diane, Irish 1000 Guineas Trial (Gr.3). 2e 1000 Guinées irlandaises. 3e Nassau Stakes.
  - Vatican City (Galileo) - 2e 2000 Guinées Irlandaises.
  - Toy (Galileo) - 2e Irish Oaks.
- Silken Cat : 2 ans de l'année au Canada (1995), mère de : 
  - Speightstown (par Gone West) : Breeders' Cup Sprint. Sprinter de l'année aux États-Unis
- Contrive, mère de : 
  - Folklore (Tiznow) -  Breeders' Cup Juvenile Fillies. Pouliche de 2 ans de l'année aux États-Unis. Mère de :
    - Rhodochrosite (Unbridled's Song), mère de :
      - Contrail (Deep Impact) : Triple Couronne japonaise

  - Delightful Quality (Elusive Quality), mère de : 
    - Essential Quality (Tapit) : Belmont Stakes, Breeders' Cup Juvenile, Breeders' Futurity Stakes
- Rising Tornado, mère de :
  - Close Hatches (par First Defence) - Jument d'âge de l'année aux États-Unis (2014)
- Common Hope, mère de :
  - Shared Belief (par Candy Ride) - 2 ans de l'année aux États-Unis
- Lady Blossom, mère de : 
  - Lord Kanaloa (par King Kamehameha), membre du Hall of Fame des courses japonaises.

La progéniture de Storm Cat suscite naturellement des flambées sur les rings de ventes aux enchères, 91 de ses yearlings ont vu les enchères dépasser la barre du million de dollars, de même que dix de ses foals (avec un top à 2,4 millions de dollars). En 2004 et 2005, deux de ses yearlings ont atteint 8 et 9,7 millions de dollars, ce qui fait de ce dernier le troisième yearling le plus cher de l'histoire. En février 2006, les Irlandais de Coolmore achetaient un 2 ans par l'un de ses fils, Forestry, pour la somme record de 16 millions de dollars, après que le poulain ait galopé 200 mètres dans un temps exceptionnel. Les poulinières pleines de Storm Cat ont également affolé le marché, à l'image de Cash Run, vendue 7,1 millions de dollars.
En mai 2008, Overbrook Farm annonce que l'étalon connaît des problèmes de fertilité dus à son âge, et qu'il est donc retiré de la monte ; cette année-là, seule trois des trente poulinières qu'il avait saillies étaient pleines. Néanmoins, des poulinières quarter horse furent saillies en 2009 par insémination artificielle, pratique interdite pour les pur-sang. En 2015, deux poulains clonés de Storm Cat voient le jour, dont l'un meurt dans un accident de paddock. Le clonage étant interdit pour les courses hippiques, les poulains étaient destinés à la pratique du polo.
Retraité, Storm Cat a fini ses jours dans son haras, où il est mort à l'âge vénérable de trente ans, le 24 avril 2013.

## Origines
Storm Cat est le fleuron de son père Storm Bird, champion européen à 2 ans, et bon continuateur de Northern Dancer au haras. Sa mère, Terlingua, fut elle-même une championne à 2 ans, lauréate des Del Mar Debutante Stakes (groupe 1). Sœur de Royal Academy, 3 ans de l'année en Europe sur le mile, vainqueur du Breeders' Cup Mile et bon étalon, elle s'avéra une excellente poulinière puisque, outre Storm Cat, elle donna de bons performers et répandit son courant de sang aux quatre coins du monde : 
- Chapel of Dreams (par Northern Dancer), lauréate de groupe 2
- Tiajuana (par Slew o' Gold), devenu un étalon à succès en Inde
- Provo (par Alydar), étalon à succès à Chypre
- Pioneering (par Mr. Prospector) - étalon, père de vainqueurs de groupe 1

### Pedigree
| Origines de Storm Cat (USA), mâle bai brun né en 1983 | Origines de Storm Cat (USA), mâle bai brun né en 1983 | Origines de Storm Cat (USA), mâle bai brun né en 1983 | Origines de Storm Cat (USA), mâle bai brun né en 1983 |
| ----------------------------------------------------- | ----------------------------------------------------- | ----------------------------------------------------- | ----------------------------------------------------- |
| Père Storm Bird                                       | Northern Dancer                                       | Nearctic                                              | Nearco                                                |
| Père Storm Bird                                       | Northern Dancer                                       | Nearctic                                              | Lady Angela                                           |
| Père Storm Bird                                       | Northern Dancer                                       | Natalma                                               | Native Dancer                                         |
| Père Storm Bird                                       | Northern Dancer                                       | Natalma                                               | Almahmoud                                             |
| Père Storm Bird                                       | South Ocean                                           | New Providence                                        | Bull Page                                             |
| Père Storm Bird                                       | South Ocean                                           | New Providence                                        | Fair Colleen                                          |
| Père Storm Bird                                       | South Ocean                                           | Shining Sun                                           | Chop Chop                                             |
| Père Storm Bird                                       | South Ocean                                           | Shining Sun                                           | Solar Display                                         |
| Mère Terlingua                                        | Secretariat                                           | Bold Ruler                                            | Nasrullah                                             |
| Mère Terlingua                                        | Secretariat                                           | Bold Ruler                                            | Miss Disco                                            |
| Mère Terlingua                                        | Secretariat                                           | Something Royal                                       | Princequillo                                          |
| Mère Terlingua                                        | Secretariat                                           | Something Royal                                       | Imperatrice                                           |
| Mère Terlingua                                        | Crimson Saint                                         | Crimson Santan                                        | Spy Song                                              |
| Mère Terlingua                                        | Crimson Saint                                         | Crimson Santan                                        | Papila                                                |
| Mère Terlingua                                        | Crimson Saint                                         | Bolero Rose                                           | Bolero                                                |
| Mère Terlingua                                        | Crimson Saint                                         | Bolero Rose                                           | First Rose (famille 8-c)                              |